# كيم بيركه
كيم بيركه (بالألمانية: Kim Birke) مواليد 29 ديسمبر 1987 في هانوفر، هي لاعبة كرة يد ألمانية تلعب كجناح أيسر. مثلت منتخب ألمانيا لكرة اليد للسيدات.

## روابط خارجية
- كيم بيركه على موقع الاتحاد الأوروبي لكرة اليد (الإنجليزية)